# Mishima (Fukushima)
Mishima (jap. 三島町 Mishima-machi) – miasto w Japonii, na wyspie Honsiu, w prefekturze Fukushima. Według danych na rok 2020 miejscowość zamieszkiwało 1 452 mieszkańców , a gęstość zaludnienia wyniosła 16 os./km².